# 대체복무요원
대체복무요원이란 헌법재판소의 양심적 병역거부 관련 병역법 헌법불합치 판결에 따라 2020년 1월 1일부터 시행하는 대체복무에 복무하는 요원을 말한다. 첫 대체복무요원은 64명이다.
병역판정검사에서 대체역 판단을 받은 사람이 '병역법' 및 '대체역의 편입 및 복무 등에 관한 법률'에 따라 대체복무기관에 소집되어 공익분야에 3년 간 합숙 복무하는 제도이다. 사회복무요원과 마찬가지로 부모, 배우자, 형제자매 중 전사자, 순직자 또는 전상, 공상에 따른 장애인이 있는 경우 본인이 원하면 복무기간이 6개월로 단축될 수 있다.
이들은 기초군사훈련을 포함한 군 복무 일체를 거부했기 때문에 총기 등 무기나 흉기를 사용하거나 이를 관리, 단속하는 행위 등은 업무에 포함될 수 없다.